# Chibisan Date. Моменты жизни
Chibisan Date. Моменты жизни, тж. просто Chibisan Date (яп. ちびさんデイト Тибисан Дэйто), — манга Хидэкадзу Химаруи, публикующаяся с апреля 2009 года в журнале Comic Birz. Первый танкобон манги был выпущен 24 ноября 2009 года издательством Gentosha. В России серия лицензирована компанией XL Media.

## Сюжет
Действие сюжета происходит в 1960-х годах. Центральным персонажем является молодой художник Сэйдзи Тига. В поисках вдохновения и новых эмоций он переезжает на остров Нантакет, где после творческого кризиса снова начинает рисовать.

## Персонажи

### Основные
- Сэйдзи Тига (яп. 千賀星治 Тига Сэйдзи)

Главный персонаж. Немного беспокойный и пессимистично настроенный, но безумно талантливый художник.
- Мистер Суэхиро (яп. 末広さん Суэхиро-сан)

Человек, у которого живёт Сэйдзи. Иммигрировал в США из японской префектуры Кагосима. Его прошлое неизвестно, но автор упоминал, что в молодости господин Суэхиро пережил какое-то потрясение и теперь живёт на Нантакете.
- Тиби (яп. ちびさん)

Таинственная девочка, которая живёт с Суэхиро. Тоже любит рисовать.

### Второстепенные
- Маргарет (яп. マーガレット Ма:гаретто) (Маргарет Бейкер, прозвище Мэг)

Младшая из сестёр Бейкер. Занимается писательством.
- Кэнди (яп. キャンディ Кянди) (Кэнди Бейкер)

Старшая из сестёр Бейкер.
- Фишер (яп. フィッシャー Фисся:) (Райнхард Фишер)

Лучший друг Сэйдзи, несмотря на то, что сильно расходится с ним характером.. Потомственный рыбак, но мечтает стать скрипачом.
- Суджанта (яп. スジャンタ Судзянта) (Рани Суджанта Сачдева)

Работница книжного магазина в Нантакете, подчинённая дедушки Ракеты. Весёлая, но немного легкомысленная девушка. Её мечта — стать успешным иллюстратором детских книг.
- Ракета (яп. ロケット Рокэтто) (Роберт Уэджвуд)

Мальчик, переехавший вместе с родителями в Бостон, но на данный момент проживающий у дедушки и бабушки в Нантакете. Получил прозвище «Ракета» за имевшие место вспышки гнева. В первом томе манги он упомянут не был, однако Хидэкадзу Химаруя написал о нём в своём блоге.
- Крамб (яп. クラム Кураму)

Эксцентричный иллюстратор, любитель выпивки и женщин.

## Медиа-издания

### Манга
Написанная и иллюстрированная Хидэкадзу Химаруей манга Chibisan Date выходит в журнале Comic Birz издательства Gentosha с 2009 года. В том же году 24 ноября был выпущен первый танкобон манги. Вскоре после выхода тома автор выпустил эксклюзивную главу «Questionably Cloudy. Chibi-san Came Home With A Strange Picture Book.» (яп. 「微妙に曇り。ちびさんが変わった絵本持って帰ってきた」), посвящённую второстепенному персонажу манги, Суджанте.
Серия лицензирована компаниями XL Media (в России) и Tokyopop (в Северной Америке).
| № | Оригинальное издание | Оригинальное издание   | Издание на русском | Издание на русском     |
| № | Дата публикации      | ISBN                   | Дата публикации    | ISBN                   |
| - | -------------------- | ---------------------- | ------------------ | ---------------------- |
| 1 | 24 ноября 2009 года  | ISBN 978-4-344-81806-4 | 2010 год           | ISBN 978-5-91996-004-1 |
| 2 | 24 февраля 2012 года | ISBN 978-4-344-82432-4 | 2012 год           | ISBN 978-5-91996-027-0 |
| 3 | 24 декабря 2012 года | ISBN 978-4-344-82687-8 | 2014 год           | ISBN 978-5-91996-045-4 |
| 4 | 24 июня 2013 года    | ISBN 978-4-344-82855-1 | 2014 год           | ISBN 978-5-91996-050-8 |

### Drama CD
В июльском выпуске за 2010 год журнала Comic Birz было объявлено о скором начале создания drama CD по сюжету произведения.